# Москворецкая набережная
Москворе́цкая на́бережная расположена на левом берегу Москвы-реки в Китай-городе между Большим Москворецким и Большим Устьинским мостами.

## История

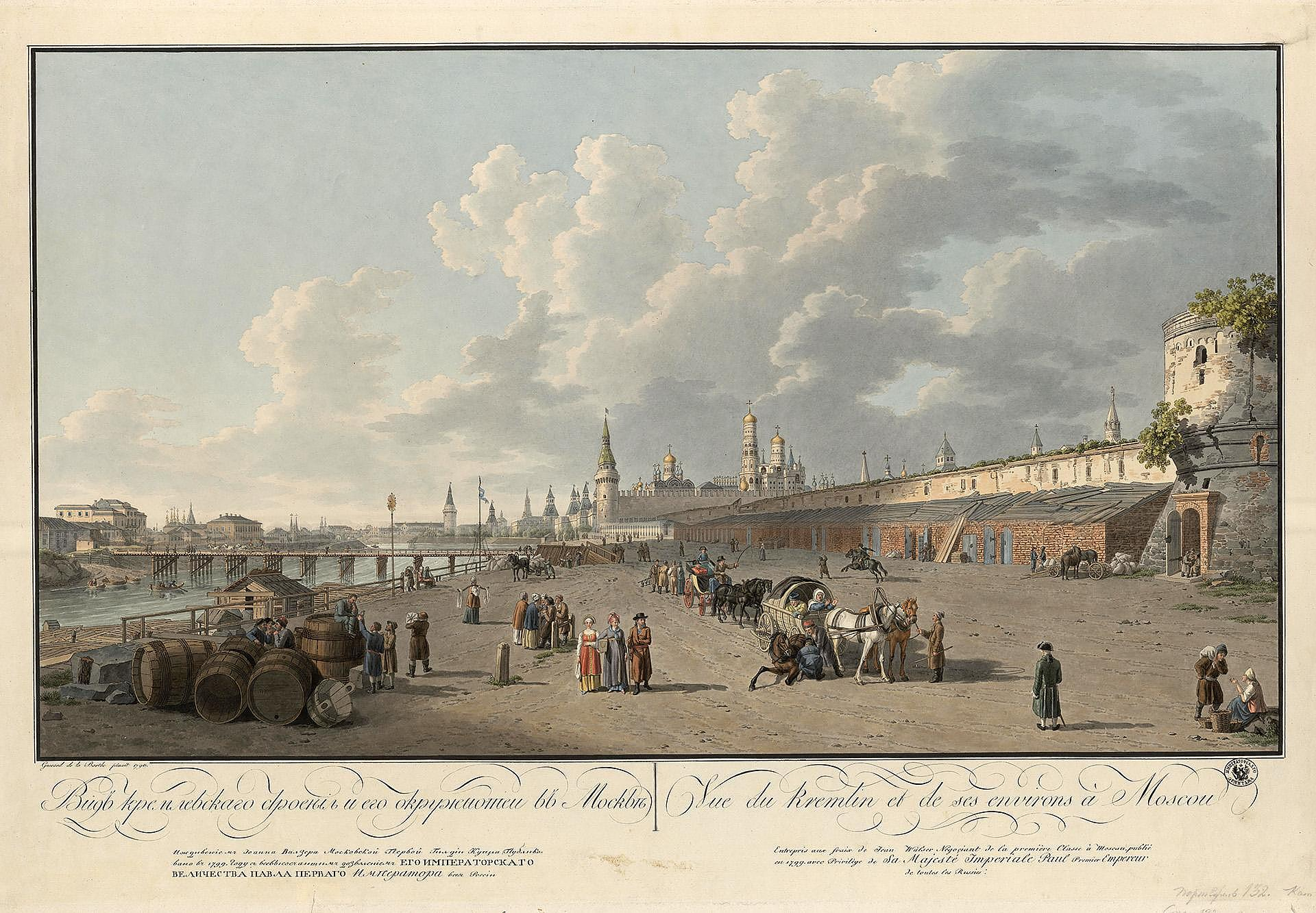
Москворецкая набережная в Зарядье, 1799

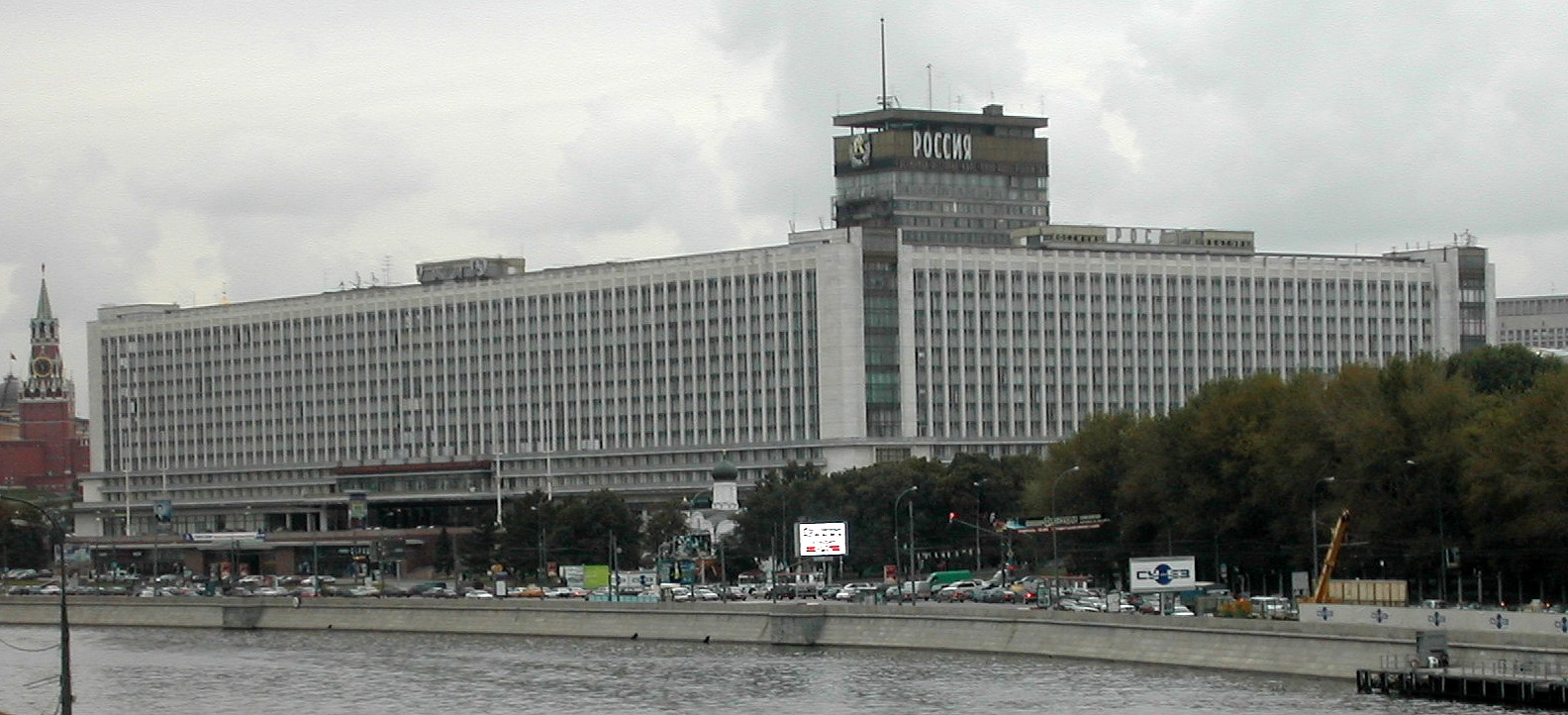
Москворецкая набережная и гостиница «Россия» (ныне разобрана), 2004

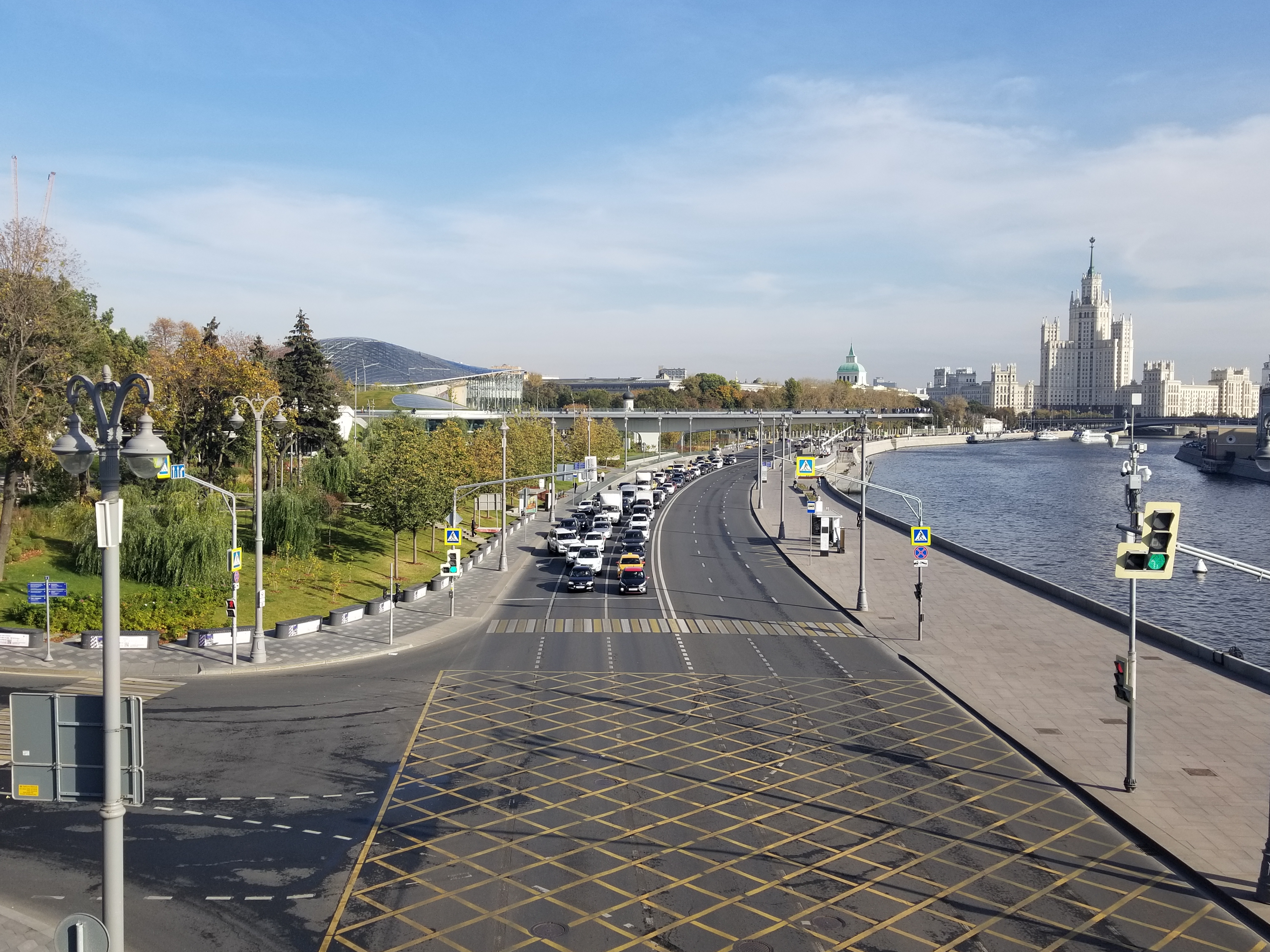
Москворецкая набережная, 2020

Участок набережной по левому берегу Москвы-реки, примыкавший к старому Большому Москворецкому мосту (сооружён в 1872 году), который находился несколько ниже по течению реки, чем современный, получил по мосту название Москворецкой набережной. Благоустройство берега Москвы-реки было начато в 1791 году, когда его выровняли, расчистили, посадили деревья. В 1795—1796 гг. берег вдоль набережной укреплён, а в 1802—1806 гг. облицован камнем. До 1930-х годов вдоль северной стороны набережной проходил участок Китайгородской стены с проездными воротами, ведшими в Зарядье. В 1936—1937 гг. набережная прошла реконструкцию с новой облицовкой гранитом, установкой новых решёток. В 2017 году в рамках обустройства парка «Зарядье» напротив парка со стороны реки на набережной организован променад «Зарядье», связанный с парком пешеходным переходом.

## Описание
Москворецкая набережная продолжает Кремлёвскую набережную, начинаясь от Васильевского спуска, Москворецкой улицы и Большого Москворецкого моста, проходит на восток вдоль парка «Зарядье», слева к ней примыкает Китайгородский проезд. Затем изгибается с рекой к юго-востоку вдоль здания бывшего Воспитательного дома. Проходит под Большим Устьинским мостом, где к ней примыкают Устьинский проезд и Устьинская набережная правого берега Яузы. За Малым Устьинским мостом через Яузу переходит в Котельническую набережную. Участок до Китайгородского проезда относится к Тверскому району, а за ним — к Таганскому. Напротив расположена Раушская набережная Болотного острова.

## Здания и сооружения
- № 3 — Храм Зачатия праведной Анны, что в Углу; причал «Устьинский мост»;
- № 5/9 (угол с Китайгородским проездом) — Воспитательный дом, до 2015 года Военная академия ракетных войск стратегического назначения имени Петра Великого;
- № 7, строение 1 — лабазы Воспитательного дома, XVIII век; Социал-демократическая партия России (2001—2007); ныне бизнес-центр
- № 7, строение 2 — хозяйственный корпус Воспитательного дома, 1910-е гг.;
- № 2а (старый адрес: № 9) — родовспомогательный корпус Воспитательного дома, 1910-е гг.